# Rokosowo (osada w województwie wielkopolskim)
Rokosowo – osada w Polsce położona w województwie wielkopolskim, w powiecie gostyńskim, w gminie Poniec.